# Feel No Pain
«Feel No Pain» — сингл с альбома Love Deluxe (1992) английской группы Sade. Он был выпущен в 1992 году на студии Epic Records.

## Список композиций
7" сингл (Великобритания)
- Сторона A:

1. «Feel No Pain»

- Сторона B:

1. «Love Is stronger Than Pride (Mad Professor Remix)»

12" макси-сингл (Великобритания)
- Сторона A:

1. «Feel No Pain (Nellee Hooper Remix)» — 5:09
2. «Feel No Pain (Album Version)» 5:07

- Сторона B:

1. «Love Is Stronger Than Pride (Mad Professor Remix)» — 4:25
2. «Feel No Pain (Nellee’s Bonus Beats)» — 3:12

CD макси-сингл 1 (Великобритания)
1. «Feel No Pain» — 5:07
2. «Love Is Stronger Than Pride (Mad Professor Mix)» — 4:25
3. «Feel No Pain (Version)» — 5:29

CD макси-сингл 2 (Великобритания)
1. «Feel No Pain (Nellee Hooper Remix)» — 5:09
2. «Feel No Pain (Album Version)» — 5:07
3. «Love Is Stronger Than Pride (Mad Professor Remix)» — 4:25
4. «Feel No Pain (Nellee’s Bonus Beats)» — 3:12

## Критика
Ларри Флик из Billboard назвал сингл «сочным медленным джемом». Он добавил: «Креативный ритм в случайном порядке приукрашивается тонкой и блюзовой игрой на гитаре и насыщенными клавишными пассажами. Уникальный голос Sade всегда находится в центре внимания».
Music & Media прокомментировали: «Спокойный, но, тем не менее энергичный второй сингл с альбома Love Deluxe не совсем безболезненный, потому что басы заставляют вас стучать ногами до боли, особенно в танцевальном ремиксе Нелли Хупер».
Фрэнк Гуан из Vulture написал: «Все песни Sade на определенном уровне имеют социальную вовлеченность, но из тех, которые напрямую относятся к политике, это одна из лучших. Вместо того, чтобы рассказывать историю черной семьи, попавшей в ловушку бедности, безработицы и ненависти, Sade помещает себя в свою дочь для того, чтобы рассказать историю от первого лица. Благодаря этому история воспринимается не как проповедь, а как пережитый опыт. Она намекает на то, что общество, которое отказывается поддерживать слабых, обречено на гибель. Игра актеров второго плана пробуждает дух одновременно жизнерадостный, озабоченный и пойманный в ловушку».

## Позиции в чартах
Чарты Великобритании
Чарты Соединённых Штатов
- Hot R&B/Hip-Hop Singles & Tracks — #59